# 牧野信成 (今橋城主)
牧野 信成（まきの のぶしげ）は、戦国時代の武将・国人領主。通称は田蔵・田三・田三郎。『三河物語』では、伝蔵。三河国吉田城（今橋城）主（所在地は愛知県豊橋市今橋町）。

## 略歴
三河東部（愛知県豊川市と豊橋市に含まれる地域）の有力国人であり、初代今橋城主であった牧野成時（古白）の子として誕生した。永正3年（1506年）の父の討死後に牧野氏の手を離れた今橋を回復し、大永年間初期には城主を継いだ。異説に兄とされる牧野三成（成三・田蔵左衛門尉）が無嗣で戦死したため、兄の跡を嗣いだものともいう。
大永2年（1522年）に今橋城の名を吉田（よしだ）城に改めた（一説によると城を奪われた「いまはし」の名が「いまわし（忌まわし）」に通じ縁起が悪いからという）というが、「宗長手記」では、大永4年（1524年）の項に「十日に今橋牧野田三一宿」、大永6年（1526年）の項に「三河国今橋牧野田三」とある。城とは記載していないので地名の可能性もあるが、通常、城名が変更されれば地名も変更になることが多いため、やや疑問がある。
享禄2年（1529年）には一族の牧野右馬允（成勝）に命じて宝飯郡牛窪（豊川市）に牛久保城を築造させた。しかし、同年に西三河岡崎城主松平清康の侵攻を受け、城下の下地合戦に敗れ、居城今橋城も落城、信成も一族70余名と共に戦死した。また、大名家の牧野家が本姓を清和源氏と改称したのに対して、信成子孫の系は牧野氏出自の田口姓を称した。なお、下地合戦・今橋落城を天文元年（1532年）とする異説が存在し、これによれば信成の没年も天文元年になるとする。
墓所は吉田山竜拈寺（豊橋市）。牧野信成自身が父・成時の菩提を弔うため開基した寺に信成も葬られた。法名・以天清公。

## 系譜
- 父：牧野成時（? - 1506年） - 古白
- 母：不詳
- 兄：三成（みつしげ、異に成三：しげかず、通称は田左衛門・田蔵左衛門尉）
- 弟：信高（のぶたか、通称は田次）、下地合戦で信成に同じく戦死。
- 室：神谷氏 - 尾張国知多郡大野住
  - 嫡男：田蔵某 - 寛政重修諸家譜では実名を成継：しげつぐとする、母は神谷氏女

なお、父成時は子沢山と伝えられ、他にも兄弟が多い（田四郎・田六・田吉など）とされるが、その多くが下地合戦で戦死した。また、信成の系は代々田蔵・田蔵左衛門を通称とした。（→牧野田蔵系）

## 末裔
落城により今橋牧野家は滅亡したが、信成の室は懐胎7か月で尾張国知多郡大野（常滑市大野町）へ逃れてその地で嫡男（田蔵・実名不明）を産んだ。その系統はのちに徳川家康に属して徳川家旗本となり、幕末まで存続した。
また、牧野信成の孫と称する牧野宇右衛門がいた。牧野宇右衛門が寛永11年（1634年）岡山藩主・池田氏に提出した文書によると「祖父伝蔵ハ生国三州也、難居吉田ニ其後 於尾州知多郡ニ壮歳 而遭害ニ」（以上、岡山藩文書より引用）とある。
慶長5年（1600年）、牧野宇右衛門は池田輝政に召しだされて500石を与えられた。池田氏の備前国の入国のときの奉仕の功により、100石加増され、合計600石となる（後に分家の分出により500石となった）。
この家系は、岡山藩池田氏家臣団の大組に所属する上級家臣となり、明治維新まで存続し、中老・加判となった者もいた。
幕末に徳川慶喜に謁見して、大政奉還を建言した岡山藩の尊王攘夷の志士である牧野権六郎成憲は、この家系の惣領家を相続した人物である。